# Ghost Pirates de Savannah
Les Ghost Pirates de Savannah sont une équipe professionnelle de hockey sur glace de l'ECHL basée à Savannah en Géorgie. Elle commence ses activités lors de la saison 2022-2023 et dispute ses matchs à domicile au Enmarket Arena.

## Historique
En janvier 2021, il est annoncé qu'une franchise de la ECHL va s'installer à Savannah en Géorgie. Andy Kaufmann, qui est un des copropriétaires majoritaires des Icemen de Jacksonville, fait partie du groupe d'investisseurs. Le 27 janvier 2021, l'ECHL approuve officiellement l'expansion à Savannah et annonce que la nouvelle équipe débutera dans la ligue lors de la saison 2022-2023.
Le 27 octobre 2021, le logo et le nom de la franchise sont dévoilés : les Ghost Pirates de Savannah. Le nom fait suite à un concours, le nom Ghost Pirates ayant été proposés quatre fois sur environ 3 070 participants.
Le 19 mai 2022, les Golden Knights de Vegas annoncent leur affiliation avec les Ghost Pirates pour la saison 2022-2023. Les Golden Knights et les Silver Knights de Henderson pourront transférer des joueurs à l'équipe de la ECHL. Vegas a également annoncé la nomination de Rick Bennett au poste d'entraîneur-chef de la formation de Savannah.
Les Ghost Pirates dispute le premier match de l'histoire de leur franchise le 22 octobre 2022 contre les Swamp Rabbits de Greenville, qu'ils emportent par la marque 5-4 en prolongation.
Avant leur deuxième saison dans la ECHL, l'équipe annonce que Matt Boudens sera le premier capitaine de l'histoire de la franchise. En pleine saison 2023-2024, l'entraîneur-chef Rick Bennett est renvoyé par l'organisation, c'est l'entraîneur-adjoint Alex Loh qui assumera le rôle d'entraîner-chef par intérim pour le reste de la saison.
Le 28 mai 2024, l'organisation annonce que l'ancien joueur de la Ligue nationale de hockey, Jared Staal, est nommé entraîneur-chef. Staal était jusqu'alors un des entraîneurs-adjoints des Checkers de Charlotte dans la Ligue américaine de hockey. En octobre 2024, Logan Drevitch est annoncé comme le deuxième capitaine de la franchise.

## Statistiques
| No | Saison    | PJ | V  | D  | N | DP | DTB | BP  | BC  | Pts | Classement             | Séries éliminatoires | Entraîneur            |
| -- | --------- | -- | -- | -- | - | -- | --- | --- | --- | --- | ---------------------- | -------------------- | --------------------- |
| 1  | 2022-2023 | 72 | 28 | 34 | 0 | 9  | 1   | 207 | 258 | 66  | 7e place, division Sud | Non qualifiés        | Rick Bennett          |
| 2  | 2023-2024 | 72 | 30 | 34 | 0 | 7  | 1   | 218 | 243 | 68  | 6e place, division Sud | Non qualifiés        | Rick Bennett Alex Loh |
| 3  | 2024-2025 | 72 | 31 | 34 | 0 | 6  | 1   | 226 | 248 | 69  | 5e place, division Sud | Non qualifiés        | Jared Staal           |

## Joueurs

### Capitaines
- 2022-2023 : Aucun capitaine[6]
- 2023-2024 : Matt Boudens[6]
- depuis 2024 : Logan Drevitch[9]

### Numéros retirés
Dans l'ECHL, les joueurs peuvent être honorés de plusieurs manières, l'une d'entre elles étant interne à l'équipe. Ainsi, il est de tradition d'honorer un ancien joueur de l'effectif en décidant de retirer son numéro. Aucun autre joueur ne peut alors porter le numéro en question et une réplique de son maillot est accrochée au plafond de la patinoire.
Les Ghost Pirates n'ont retirés aucun numéro jusqu'à maintenant.

### Meilleurs pointeurs
Cette section présente les statistiques des cinq meilleurs pointeurs de l’histoire des Ghost Pirates. Les points comptabilisés ne concernent que ceux inscrits sous le maillot de Savannah.
| Joueur          | PJ  | B  | A  | Pts |
| --------------- | --- | -- | -- | --- |
| Logan Drevitch  | 210 | 44 | 97 | 141 |
| Patrick Guay    | 116 | 35 | 74 | 109 |
| Brent Pedersen  | 122 | 49 | 41 | 90  |
| Ross Armour     | 95  | 27 | 48 | 75  |
| Alex Swetlikoff | 92  | 28 | 42 | 70  |

## Dirigeants

### Entraîneurs-chef
| No | Nom          | Engagement       | Départ           | Saison régulière | Saison régulière | Saison régulière | Saison régulière | Saison régulière | Séries éliminatoires | Séries éliminatoires | Séries éliminatoires | Séries éliminatoires | Remarques                   |
| No | Nom          | Engagement       | Départ           | PJ               | V                | D                | DP               | % V              | PJ                   | V                    | D                    | % V                  | Remarques                   |
| -- | ------------ | ---------------- | ---------------- | ---------------- | ---------------- | ---------------- | ---------------- | ---------------- | -------------------- | -------------------- | -------------------- | -------------------- | --------------------------- |
| 1  | Rick Bennett | 19 mai 2022      | 1er février 2024 | 113              | 42               | 56               | 15               | 37,2             | -                    | -                    | -                    | -                    |                             |
| 2  | Alex Loh     | 1er février 2024 | 28 mai 2024      | 31               | 16               | 12               | 3                | 51,6             | -                    | -                    | -                    | -                    | Entraîneur-chef par intérim |
| 3  | Jared Staal  | 28 mai 2024      |                  | 72               | 31               | 34               | 7                | 43,1             | -                    | -                    | -                    | -                    |                             |

## Équipes affiliées
Les Ghost Pirates, comme les autres équipes de la ECHL, peuvent être affiliées à des équipes de la Ligue nationale de hockey et de la Ligue américaine de hockey, les Ghost Pirates servant de club-école pour les deux autres organisations.
- 2022 à 2024 : Golden Knights de Vegas (LNH) et Silver Knights de Henderson (LAH)
- depuis 2024 : Panthers de la Floride (LNH) et Checkers de Charlotte (LAH)